# Стопића пећина
Стопића пећина је једна од најзнаменитијих пећина у Србији. Налази се између села Трнава и Рожанства, око 250 km од Београда, 30 km од Ужица и 19 km од регионалног пута Ужице–Јадранско море, на подручју Златибора. Изнад пећине прелази пут Ужице–Сирогојно.
Стопића пећина је речна пећина, јер кроз њу протиче Трнавски поток. Пећина има импресивни улазни отвор 35 метара широк и 18 метара висок. Стопића пећина је, без свог најмлађег система, дугачка 1.691,5 метара, површине је око 7.911,5 m² и има запремину од преко 120.000 m³. Улаз у пећину се налази на 711,18 метара надморске висине, на самој десној обали планинске реке Приштевице.

## Историјат
Стручна јавност се за златиборску пећину заинтересовала још почетком двадесетог века. Прве писане податке о пећини могу се наћи у Записнику Српског геолошког друштва из 1901. године, док је прва спелеолошка истраживања обавио истраживач и творац научне спелеологије, Јован Цвијић од 1909. до 1913. године.

## Порекло имена
Стопића пећина је добила назив по засеоку Стопићи који се налази у непосредној близини. Постојећа пешачка стаза се спаја са старом прилазном стазом, којом се некада долазило до пећине.

## Карактеристике
Пећина је разгранатог типа и чини је пет целина: 
- Светла дворана,
- Тамна дворана,
- Сала са кадама,
- Канал са кадама
- Речни канал

Светла и тамна дворана су сиромашне пећинским накитом, а зидови су голи и стеновити. То је последица великог пећинског отвора због чега су ови улазни дело под јаким утицајем спољашње климе, што смањује влажност и спречава стварање пећинског накита.
Сала са кадама је дугачка 30 метара и захвата површину од 450 квадратних метара и богата је пећинским накитом. Ова дворана има посебну вредност због бигрених када различитих ширина и дубина.
Канал са кадама се наставља од врха Сале са кадама кроз који воде од кише, топљења снега и других атмосферских падавина доспевају у пећину.
Иако није нарочито богата пећинским украсима има бигрене пећинске каде, које се својом величином и дубином (неке и до седам метара) издвајају од других у Србији. На зидовима ове пећине постоје облици који личе на разне животиње (слона) и различите предмете.
Од живог света у пећини су настањени слепи мишеви, паукови и речни ракови, који су због недостатка природног светла временом изгубили пигмент па су самим тим специфични по својој белој боји.
Пећина има укупно шест вигледа, отвора на пећинској таваници и сваки је повезан са пећином системом бочних канала и различите су величине, а највећи је дугачак 22, а широк 16 метара.
Улаз у пећину је један од највећих пећинских отвора у Србији и висок је 18 метара, а ширина му варира од 30 до 40 метара.

## Споменик природе
Године 2005. уредбом Владе Републике Србије Стопића пећина је стављена под заштиту државе као споменик природе, заштићено природно добро од изузетног значаја, због својих природних карактеристика, очувања морфолошких и хидролошких обележја, првенствено бигрених када, као јединствених по величини и начину настанка, очувања ендемичних врста пећинске флоре, животне средине и лепоте предела. Спомеником природе управља Туристичка организација Златибор. За туритичке обиласке и пећина је уређена и за отворена за посетиоце 2009. године. Туристички део пећине има неколико елемената, као што су: пространи улаз, отвори на таваници (дугуре), сипарска купа „Псеће гробље“, водопад „Извор живота“ као и низ бигрених када, акумулативних облика хемијске ерозије у кречњачким стенама.

## Галерија
- Улаз у Стопића пећину
- Водопад у пећини
- Стопића пећина, детаљ
- Таваница Стопића пећине
- Бигрене каде
- Бигрене каде